# Binghamton Rumble Ponies
I Binghamton Rumble Ponies, noti in precedenza come Binghamton Mets, sono una squadra di baseball che gioca nella Minor League Baseball, affiliata ai New York Mets della MLB.
La squadra venne fondata nel 1987 come Williamsport Bills e fu affiliata ai Cleveland Indians fino al 1988. Prese parte al suo primo campionato ufficiale nella Eastern League Eastern Division doppio A concludendo al 7º posto con il record di 60 vittorie e 79 sconfitte.
Nel 1989 venne affiliata ai Seattle Mariners prima di passare nel 1991 ai New York Mets.
Nel 1992 cambiarono stadio passando al NYSG Stadium e dopo una stagione conclusa al 2º posto con il record di 79 vittorie e 59 sconfitte i Binghamton vinsero il titolo battendo in finale gli Akron Aeros per 3 a 2.
Nel 1994 finirono per la prima volta al primo posto nella Eastern League con il record di 82 vittorie e 59 sconfitte. Vinsero per la seconda volta in tre anni il titolo, battendo in finale i Harrisburg Senators per 3 a 1.
Nel 2000 conclusero per la seconda e ultima volta per ora, al primo posto nella Eastern League con il record di 82 vittorie e 58 sconfitte, ma vennero subito eliminati al 1º turno dai New Haven Ravens per 3 a 1. Nel 2013 vinsero per la terza volta la division con il record di 86 vittorie e 55 sconfitte. Vennero eliminati al primo turno dai Trenton Thunder per 3-0.
Nel 2014 seppur arrivati secondi con un record di 83 vittorie e 59 sconfitte, vinsero battendo in finale Richmond Flying Squirrels per 3-0. Nel 2015 dopo aver chiuso ancora come secondi, vennero eliminati al primo turno dai Reading Fightin Phils per 3-0.

## Roster attuale
Aggiornato il: 8 maggio 2017